# Transcription des langues chinoises
La transcription des langues chinoises est essentiellement, du point de vue occidental, la transcription de et vers les sinogrammes à l'écrit, et éventuellement à l'oral, de et vers le mandarin ou l'une des autres grandes langues chinoises telles le cantonais et le wu. 
Deux points de vue peuvent être adoptés pour la transcription des langues chinoises :
- des langues étrangères vers les langues chinoises, par traduction ou translittération ; voir notamment translittération en caractères chinois;

- des langues chinoises vers les langues étrangères. Ce passage se fait généralement par une romanisation, dont la plus populaire est actuellement le hanyu pinyin. De nombreuses autres méthodes existent cependant, dont des dizaines de romanisations.